# Moriles
Moriles es un municipio español de la provincia de Córdoba, Andalucía. En 2020 contaba con 3701 habitantes. Su extensión superficial es de 19,59 km² y tiene una densidad de 190,2 hab/km². Se encuentra situado en plena campiña cordobesa, a una altitud de 375 metros y a 65 kilómetros de la capital de provincia, Córdoba.
Destacan sus Bodegas y la Parroquia  de San Jerónimo como mayores puntos de interés turístico. 

## Heráldica
El actual escudo de Moriles data de 1951 en que fue aprobado por el Ministerio de Gobernación con fecha 31 de mayo. Es un escudo cortado con las tres franjas de gules de la Casa de Aguilar en el primer cuartel, de oro; en el segundo cuartel, de plata, el racimo de uvas. Abajo destaca la inscripción AÑO MCMXII, con el año de constitución de Moriles como municipio independiente.

## Historia
Moriles nació como pueblo independiente en el siglo XX por Real Ley de 1 de junio de 1912 firmada por el rey Alfonso XIII. Fue anteriormente una aldea de Aguilar, llamada Zapateros, cuyo origen se retrotraía hasta el siglo XVIII. Los trece lagares existentes en el pago de Zapateros constituyen el germen de la aldea aguilarense de este nombre que, en 1912, y gracias a las gestiones del diputado del distrito José Fernández Jiménez, se constituye en municipio independiente y adopta el nombre de Moriles, que es el de unos pagos —Moriles Altos y Moriles Bajos— existentes en las proximidades de la aldea, famosos por la calidad de sus vinos.
El municipio llegó a disponer de servicios ferroviarios a través de la estación de Moriles-Horcajo, situada en la aldea lucentina de Navas del Selpillar pero a muy a poca distancia de Moriles. Las instalaciones formaban parte de la línea Linares-Puente Genil, conocida el «tren del Aceite».
El problema de la delimitación de su pequeño término municipal tras su emancipación de Aguilar de la Frontera no se resolvió hasta 1951, cuando una sentencia del Tribunal Supremo delimitó el actualmente existente. El origen documentado de la actual población se remonta no más allá de mediados del siglo XIX, a partir de recientes estudios históricos realizados sobre la población de Moriles.
Por otra parte, de la existencia de antiguas civilizaciones en su término municipal dan testimonio numerosos hallazgos arqueológicos. Actualmente se han descrito hasta nueve yacimientos, aunque no están estudiados en profundidad. El más destacado data hacia el año 350, época del emperador Constantino. En la actualidad, Moriles destaca por sus afamados viñedos, cuyos excelsos caldos reciben la prestigiosa denominación de origen Montilla-Moriles.
Destaca en el municipio el interior de la única Iglesia del pueblo, la Parroquia de San Jerónimo. 

## Demografía
Moriles cuenta con una población de 3643 habitantes (INE 2024).
| Gráfica de evolución demográfica de Moriles entre 1920 y 2021 |
| |
| Población de derecho según los censos de población del INE Población de hecho según los censos de población del INEEntre el censo de 1920 y el anterior, aparece este municipio porque se segrega del municipio Aguilar |

## Cata del vino

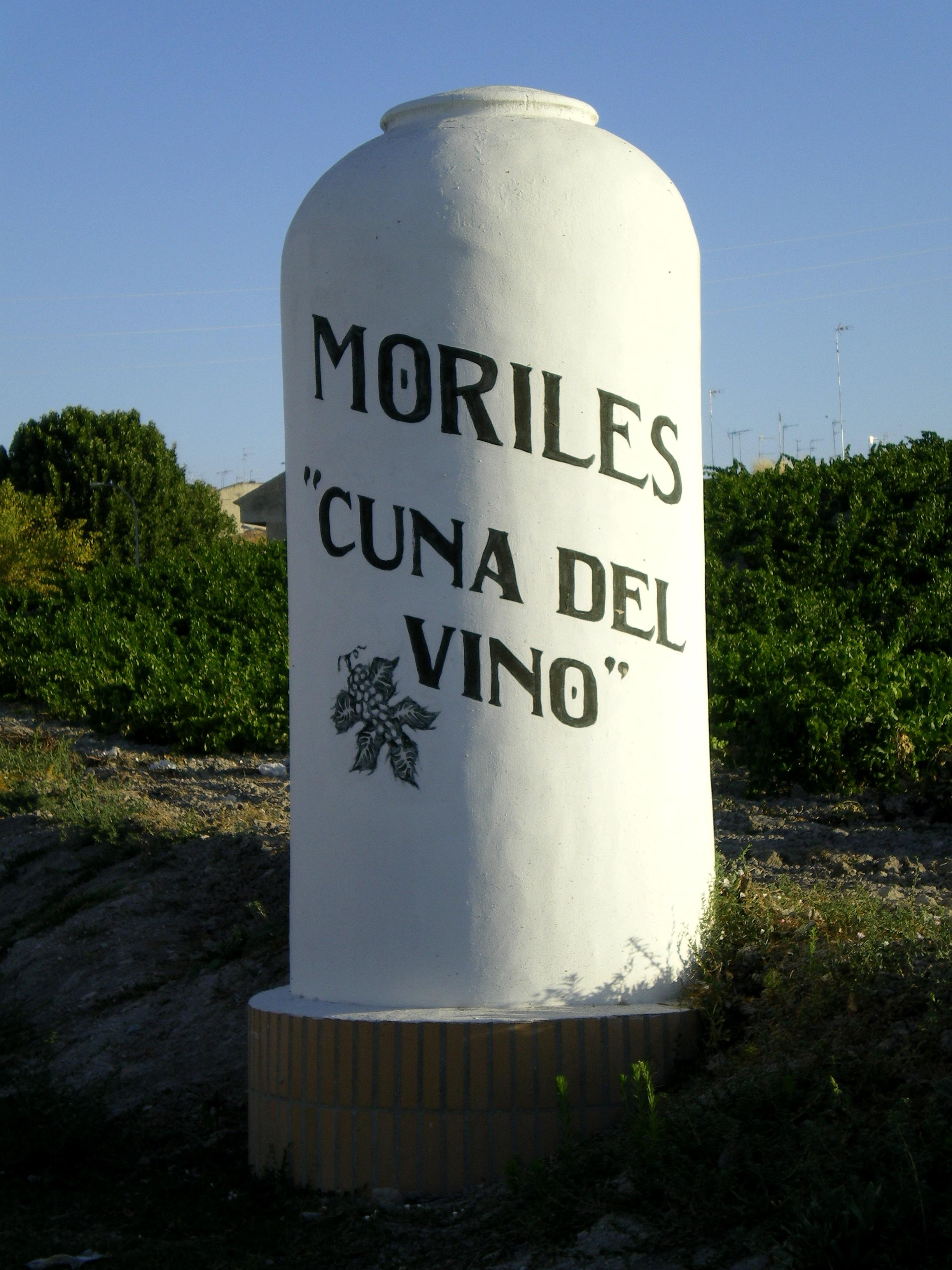
Elemento decorativo vinícola.

A finales de septiembre y, se celebra gracias a la iniciativa de la asociación "Jóvenes Amigos del Vino de Moriles" allá por el año 1997, se organiza acabando el periodo de vendimia y en puertas de la feria real. Sus orígenes fue una exposición sobre el mundo del vino llamado "Las Vinalias", que derivó en la posterior celebración un año más tarde y a propuesta también de dicha Asociación con la celebración de la Cata del Vino de Moriles, donde se muestran los mejores caldos, junto a otros productos gastronómicos de la localidad, la cual viene celebrándose sin pausa desde 1998 en el último fin de semana de septiembre.
Durante la cata, las bodegas de Moriles disponen de un rincón donde pueden exponer sus productos, degustando en los mismos los mejores vinos de cada una en sus distintos tipos, poniéndose de manifiesto la calidad que atesoran, siendo muestra clara de ello la gran cantidad de copas que se sirven a lo largo de los tres días que dura esta muestra. También se programan distintas actividades relacionadas con el vino, como una cata técnica, charlas y conferencias relacionadas con el mundo de los lagares, gastronomía y costumbres de Moriles y también visitas guiadas a bodegas y muestras de cante flamenco.
En el apartado destinado a la gastronomía, se pueden degustar algunos de los platos y tapas más típicos de Moriles y los estupendos embutidos elaborados por empresas locales.

## Semana Santa

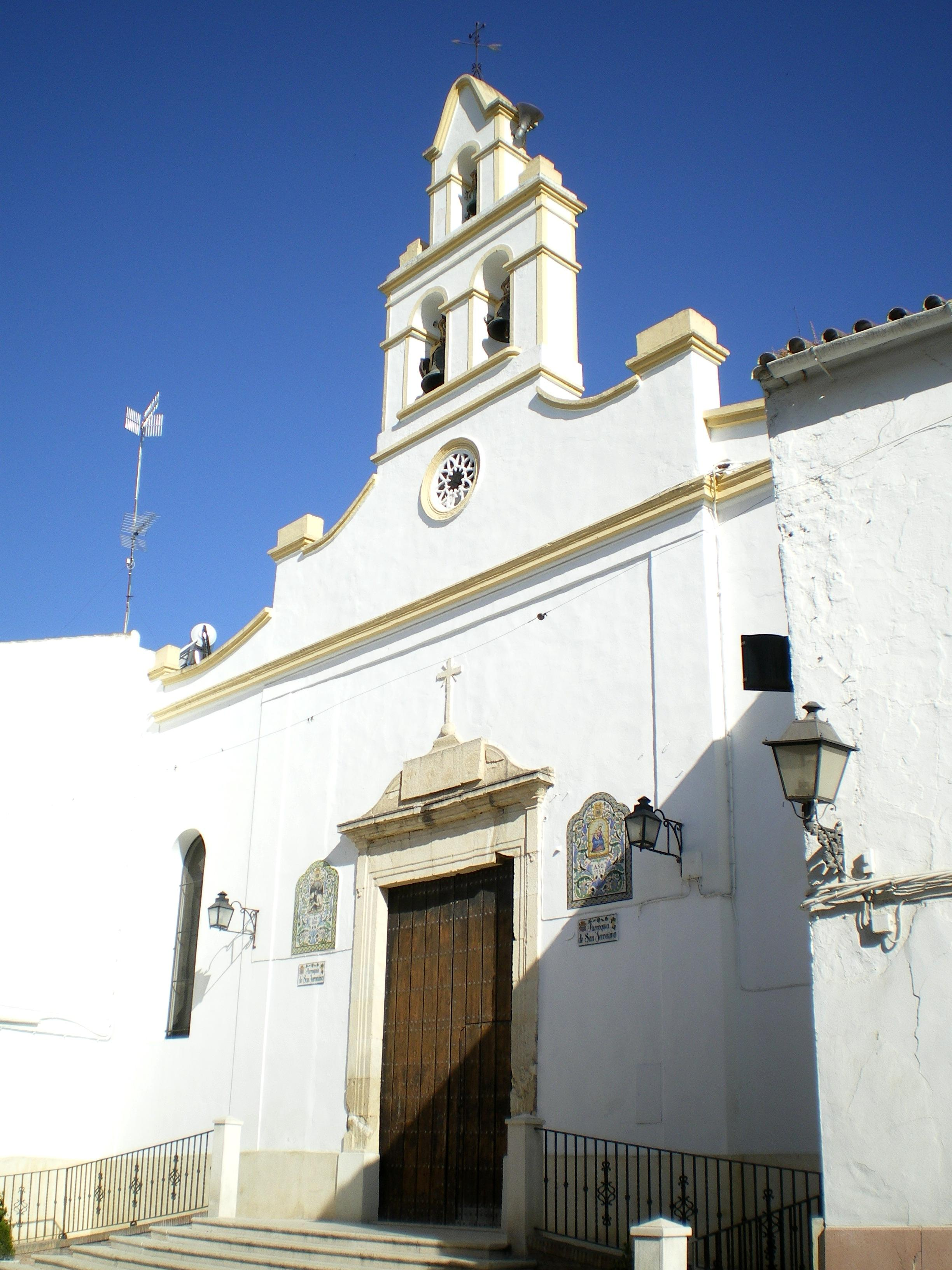
Iglesia de San Jerónimo.

En Moriles, desde el Domingo de Ramos hasta el Sábado Santo en la noche, hay desfiles procesionales de imágenes de gran valor y belleza, con la vistosa participación del Imperio Romano de Moriles y las Figuras Bíblicas, que no sólo participan del desfile procesional sino que en determinados días realizan escenificaciones de los distintos pasajes de la Pasión y Muerte de Jesús.
El ambiente semanasantero de Moriles comienza a manifestarse en los cuarteles, lugares de reunión y convivencia de las distintas cofradías religiosas, que abren sus puertas a hermanos y visitantes el Miércoles de Ceniza, permaneciendo abiertos durante toda la Cuaresma hasta el 3 de mayo, Día de la Cruz.
Es la celebración donde más número de morilenses participa. Actualmente existen 14 pasos de procesión y 17 corporaciones de figuras bíblicas. La Semana Santa de Moriles, desde el 14 de noviembre de 2000, está considerada de Interés Turístico Nacional.
En Moriles, además de la cofradías y hermandades que tienen por titulares advocaciones de Jesús o de la Santísima Virgen, existen 17 corporaciones de figuras bíblicas que representan alegorías (Virtudes Teologales, Virtudes Cardinales, Milagros de Jesús), escenas del Antiguo Testamento (los Profetas, las Mujeres Bíblicas, el Arca de Noé, Salomón, el Degüello, los Babilonios, Historia de Tobías) o escenas del Nuevo Testamento (el Imperio Romano, los Apóstoles, el Pretorio Romano, las Tres Marías, las Samaritanas, las Tentaciones de Cristo, el Judío Errante, las Parábolas de la Misericordia, los Sacerdotes del Sanedrín).
Estas corporaciones, con un número variable de personajes, acompañan a las distintas procesiones de la Semana Santa, dándole un inusitado colorido y una pincelada plástica a los desfiles procesionales. Moriles se convierte así en Semana Santa en un enorme escenario por donde desfilan en estatuaria actitud personajes y alegorías del Antiguo y del Nuevo Testamento y donde, además, estos personajes intervienen en las distintas representaciones escénicas que, como un gran auto sacramental, recrean en la Semana Santa algunos pasajes de la Pasión de Jesús, como el Lavatorio de los pies de los Apóstoles en los Santos Oficios, el Prendimiento en la noche del Jueves Santo, el arrepentimiento de Judas Iscariote, las tres caídas de Jesús cargado con la cruz camino del Calvario y el Pregón en la mañana del Viernes Santo morilense.
Durante los desfiles procesionales se realizan, en determinados lugares del itinerario, las reverencias que las figuras ofrecen a las imágenes en señal de respeto y devoción, a excepción de figuras que representan personajes hostiles a Jesús (Tentaciones) que, después de una señal de desprecio, hacen un simbólico sometimiento a su fe y su doctrina.